# La Vierge d'humilité (gravure de Mantegna)
La Vierge d'humilité dite aussi La Vierge et l'Enfant est une gravure sur cuivre d'Andrea Mantegna exécutée vers 1490.

## Histoire
Cette gravure est rattachée depuis 1901 à six autres gravures attribuées à la main d'Andrea Mantegna. Contrairement à d'autres gravures plus anciennes, son motif ne semble pas avoir été conçu pour un tableau ou des fresques décoratives, mais bien dans ce but spécifique d'être une pièce gravée.
Un premier état, conservé par exemple à la National Gallery of Art (Washington), montre la Vierge sans nimbes, ce qui en rend la vision encore plus troublante. Un second état, avec nimbes, peut être daté d'entre 1491 (Florence) et 1497 (Venise), d'après l'étude des filigranes du papier. La modification est sans doute faite pour se conformer aux canons en vigueur. C'est cette estampe qui est la plus courante. On n' y distingue pas les entailles de la pointe sèche mais seulement celles du burin.
Les épreuves connues, tirées de la plaque originelle, sont toutes rognées, voire découpées. Suzanne Boorsch (2008) émet l'hypothèse que cette Vierge était gravée juste à côté d'une autre composition, sur une même plaque.
La plaque en cuivre figurait dans l'inventaire établi en 1510 des biens de Ludovico, l'un des fils de Mantegna.

## Description et jugement critique

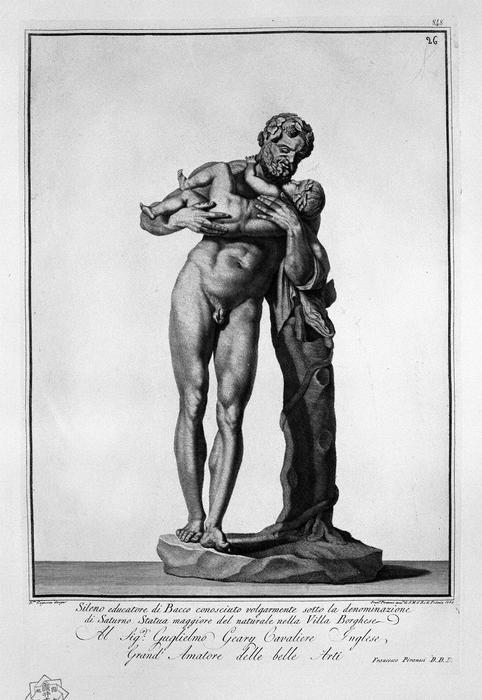
Silène avec Bacchus enfant, gravure de Giovanni Battista Piranesi (vers 1760) d'après la statue antique exposée au musée du Louvre.

Le motif illustré ici est une Vierge d'humilité : entourée de drapés, Marie est assise à même le sol, les yeux fermés, la joue collée à celle de l'Enfant qui, lui, a les yeux ouverts et semble être bercé, ce qui est manifestement très rare dans l'iconographie de cette époque. Cette posture reprend toutefois certains archétypes byzantins. On penche aussi pour une inspiration par le motif d'une sculpture du IIe siècle, présente à Rome vers 1488, et aujourd'hui exposée au musée du Louvre, intitulée Silène avec Bacchus enfant.
Elle est la seule Vierge d'humilité de l'artiste. Une composition peinte par Mantegna vers 1495, Judith avec la servante Abra (National Gallery of Ireland, Dublin) reprend, en partie, la posture de la Vierge.
La critique manifeste à l'égard de cette pièce, des jugements très enthousiastes : David Landau, en 1992, écrivait que « c'est peut-être la plus belle gravure de la Renaissance italienne et l'une des Vierges à l'Enfant les plus touchantes de l'histoire de l'art ».